# FC Blauw-Wit Amsterdam
ASV Blauw-Wit Amsterdam (Blauw-Wit) is een Nederlandse amateurvoetbalvereniging die in de jaren zestig in de Nederlandse Eredivisie speelde.

## Geschiedenis
De club werd met de naam VICTORIA! als buurtclub in de Amsterdamse Kinkerbuurt in 1902 opgericht. In 1907 sloot de buurtclub Holland zich bij VICTORIA! aan. De combinatie ging verder als Blauw-Wit en werd door de NVB toegelaten tot de derde klasse.
Blauw-Wit speelde van 1914 tot 1928 in het Stadion en van 1928 tot 1967 in het Olympisch Stadion. De club werd zeven maal kampioen van de eerste klasse KNVB West I (toen de hoogste klasse). Vanaf 1954 kwam de ploeg uit in het Nederlands betaalde voetbal. In 1967 werd het grote stadion voor het geringe aantal bezoekers te sfeerloos. De club verhuisde naar de bijvelden en bouwde uit eigen middelen tribunes voor 9000 bezoekers. Toen twee jaar later DWS ook naar de bijvelden wilde, stuurde de directie van het stadion aan op een fusie tussen Blauw Wit, DWS en De Volewijckers. In 1971 voerde de directie de druk op, door het opzeggen van de huur. Een jaar later dwong ze een fusie af en ging de professionele afdeling op in FC Amsterdam.
De overgebleven amateurvereniging fuseerde in 2001 met Osdorp/Sport (op 24 augustus 1999 ontstaan als fusie tussen sv Osdorp (19 mei 1960) en Avv SPORT (Samenspel Past Op Rechte Tijd, 4 juni 1915)) tot asv Blauw-Wit Osdorp en vervolgens in 2003 met KBV (Kampioen Bij Volharding, opgericht 22 september 1930), Neerlandia/SLTO (in 1991 ontstaan als fusie tussen SC Neerlandia (10 mei 1902 en tot 1905 spelend als Swift) en SLTO (Samenspel Leidt Tot Overwinning, 1 juni 1919 en tot 1921 spelend als DES)) en Sparta Amsterdam (in 1992 ontstaan als fusie tussen SCZ '58 (Sport Club Zuid, 17 februari 1958) en ASSV (Amsterdamse Spoorwegen Sport Vereniging, 1 maart 1948) tot FC Blauw-Wit Amsterdam.
In maart 2014 werd het zaterdagelftal van Blauw-Wit uit de competitie genomen naar aanleiding van een vechtpartij tijdens een wedstrijd. In diezelfde maand maakten de besturen van Blauw-Wit en FC Chabab bekend dat ze het eens waren geworden over een fusie tussen deze twee verenigingen. Omdat de ledenvergadering van Blauw-Wit het fusievoorstel op 1 mei 2014 afwees ging de fusie niet door.
Enkele jaren later fuseerde de club met VV De Beursbengels.  
Aan het eind van het seizoen 2019-2020 besloot de fusieclub Beursbengels zich terug te trekken en ging de club verder onder de oude naam ASV Blauw-Wit. Het oude embleem werd weer in gebruik genomen. De Zaterdag 1 ging spelen in de 3e klasse en de Zondag 1 begon in de 5e klasse.

### Stamboom
|                 |  |  |  |  |  |                    |                    |                    |                    |                    |                    |                          |                          |                          |                          |                          |                          |                        |                        |                        |                        |                     |                     |                               |                               |                               |                               |                               |                               |                      |                      |                         |                         |                         |                         | SV Osdorp (19 mei 1960)               | SV Osdorp (19 mei 1960) | SV Osdorp (19 mei 1960) | SV Osdorp (19 mei 1960) | SV Osdorp (19 mei 1960) | SV Osdorp (19 mei 1960) |  |  | AVV SPORT (04 juni 1915)    | AVV SPORT (04 juni 1915)    | AVV SPORT (04 juni 1915)    | AVV SPORT (04 juni 1915)    | AVV SPORT (04 juni 1915)           | AVV SPORT (04 juni 1915)           |                                    |                                    | Holland (??)                       | Holland (??)                       | Holland (??)     | Holland (??)     | Holland (??)     | Holland (??)     |  |  | VICTORIA! (1902)                                 | VICTORIA! (1902)                                 | VICTORIA! (1902)                                 | VICTORIA! (1902)                                 | VICTORIA! (1902)                                 | VICTORIA! (1902)                                 |  |  |                        |                        |                        |                        |                        |                        |  |  |  |  |  |  |  |  |  |  |
|                 |  |  |  |  |  |                    |                    |                    |                    |                    |                    |                          |                          |                          |                          |                          |                          |                        |                        |                        |                        |                     |                     |                               |                               |                               |                               |                               |                               |                      |                      |                         |                         |                         |                         | SV Osdorp (19 mei 1960)               | SV Osdorp (19 mei 1960) | SV Osdorp (19 mei 1960) | SV Osdorp (19 mei 1960) | SV Osdorp (19 mei 1960) | SV Osdorp (19 mei 1960) |  |  | AVV SPORT (04 juni 1915)    | AVV SPORT (04 juni 1915)    | AVV SPORT (04 juni 1915)    | AVV SPORT (04 juni 1915)    | AVV SPORT (04 juni 1915)           | AVV SPORT (04 juni 1915)           |                                    |                                    | Holland (??)                       | Holland (??)                       | Holland (??)     | Holland (??)     | Holland (??)     | Holland (??)     |  |  | VICTORIA! (1902)                                 | VICTORIA! (1902)                                 | VICTORIA! (1902)                                 | VICTORIA! (1902)                                 | VICTORIA! (1902)                                 | VICTORIA! (1902)                                 |  |  |                        |                        |                        |                        |                        |                        |  |  |  |  |  |  |  |  |  |  |
|                 |  |  |  |  |  |                    |                    |                    |                    |                    |                    |                          |                          |                          |                          |                          |                          |                        |                        |                        |                        |                     |                     |                               |                               |                               |                               |                               |                               |                      |                      |                         |                         |                         |                         |                                       |                         |                         |                         |                         |                         |  |  |                             |                             |                             |                             |                                    |                                    |                                    |                                    |                                    |                                    |                  |                  |                  |                  |  |  |                                                  |                                                  |                                                  |                                                  |                                                  |                                                  |  |  |                        |                        |                        |                        |                        |                        |  |  |  |  |  |  |  |  |  |  |
|                 |  |  |  |  |  |                    |                    |                    |                    |                    |                    |                          |                          |                          |                          |                          |                          |                        |                        |                        |                        |                     |                     |                               |                               |                               |                               |                               |                               |                      |                      |                         |                         |                         |                         |                                       |                         |                         |                         |                         |                         |  |  |                             |                             |                             |                             |                                    |                                    |                                    |                                    |                                    |                                    |                  |                  |                  |                  |  |  |                                                  |                                                  |                                                  |                                                  |                                                  |                                                  |  |  |                        |                        |                        |                        |                        |                        |  |  |  |  |  |  |  |  |  |  |
|                 |  |  |  |  |  |                    |                    |                    |                    |                    |                    |                          |                          |                          |                          |                          |                          |                        |                        |                        |                        |                     |                     |                               |                               |                               |                               |                               |                               |                      |                      |                         |                         |                         |                         |                                       |                         |                         |                         |                         |                         |  |  |                             |                             |                             |                             |                                    |                                    |                                    |                                    |                                    |                                    |                  |                  |                  |                  |  |  |                                                  |                                                  |                                                  |                                                  |                                                  |                                                  |  |  |                        |                        |                        |                        |                        |                        |  |  |  |  |  |  |  |  |  |  |
|                 |  |  |  |  |  |                    |                    |                    |                    |                    |                    | Neerlandia (10 mei 1902) | Neerlandia (10 mei 1902) | Neerlandia (10 mei 1902) | Neerlandia (10 mei 1902) | Neerlandia (10 mei 1902) | Neerlandia (10 mei 1902) |                        |                        | SLTO (01 juni 1919)    | SLTO (01 juni 1919)    | SLTO (01 juni 1919) | SLTO (01 juni 1919) | SLTO (01 juni 1919)           | SLTO (01 juni 1919)           |                               |                               | ASSV (01 maart 1948)          | ASSV (01 maart 1948)          | ASSV (01 maart 1948) | ASSV (01 maart 1948) | ASSV (01 maart 1948)    | ASSV (01 maart 1948)    |                         |                         | SCZ '58 (17 feb. 1958)                | SCZ '58 (17 feb. 1958)  | SCZ '58 (17 feb. 1958)  | SCZ '58 (17 feb. 1958)  | SCZ '58 (17 feb. 1958)  | SCZ '58 (17 feb. 1958)  |  |  | Osdorp/SPORT (24 aug. 1999) | Osdorp/SPORT (24 aug. 1999) | Osdorp/SPORT (24 aug. 1999) | Osdorp/SPORT (24 aug. 1999) | Osdorp/SPORT (24 aug. 1999)        | Osdorp/SPORT (24 aug. 1999)        |                                    |                                    | Blauw-Wit (1907)                   | Blauw-Wit (1907)                   | Blauw-Wit (1907) | Blauw-Wit (1907) | Blauw-Wit (1907) | Blauw-Wit (1907) |  |  | De Volewijckers (01 nov. 1920)                   | De Volewijckers (01 nov. 1920)                   | De Volewijckers (01 nov. 1920)                   | De Volewijckers (01 nov. 1920)                   | De Volewijckers (01 nov. 1920)                   | De Volewijckers (01 nov. 1920)                   |  |  | AFC DWS (11 okt. 1907) | AFC DWS (11 okt. 1907) | AFC DWS (11 okt. 1907) | AFC DWS (11 okt. 1907) | AFC DWS (11 okt. 1907) | AFC DWS (11 okt. 1907) |  |  |  |  |  |  |  |  |  |  |
|                 |  |  |  |  |  |                    |                    |                    |                    |                    |                    | Neerlandia (10 mei 1902) | Neerlandia (10 mei 1902) | Neerlandia (10 mei 1902) | Neerlandia (10 mei 1902) | Neerlandia (10 mei 1902) | Neerlandia (10 mei 1902) |                        |                        | SLTO (01 juni 1919)    | SLTO (01 juni 1919)    | SLTO (01 juni 1919) | SLTO (01 juni 1919) | SLTO (01 juni 1919)           | SLTO (01 juni 1919)           |                               |                               | ASSV (01 maart 1948)          | ASSV (01 maart 1948)          | ASSV (01 maart 1948) | ASSV (01 maart 1948) | ASSV (01 maart 1948)    | ASSV (01 maart 1948)    |                         |                         | SCZ '58 (17 feb. 1958)                | SCZ '58 (17 feb. 1958)  | SCZ '58 (17 feb. 1958)  | SCZ '58 (17 feb. 1958)  | SCZ '58 (17 feb. 1958)  | SCZ '58 (17 feb. 1958)  |  |  | Osdorp/SPORT (24 aug. 1999) | Osdorp/SPORT (24 aug. 1999) | Osdorp/SPORT (24 aug. 1999) | Osdorp/SPORT (24 aug. 1999) | Osdorp/SPORT (24 aug. 1999)        | Osdorp/SPORT (24 aug. 1999)        |                                    |                                    | Blauw-Wit (1907)                   | Blauw-Wit (1907)                   | Blauw-Wit (1907) | Blauw-Wit (1907) | Blauw-Wit (1907) | Blauw-Wit (1907) |  |  | De Volewijckers (01 nov. 1920)                   | De Volewijckers (01 nov. 1920)                   | De Volewijckers (01 nov. 1920)                   | De Volewijckers (01 nov. 1920)                   | De Volewijckers (01 nov. 1920)                   | De Volewijckers (01 nov. 1920)                   |  |  | AFC DWS (11 okt. 1907) | AFC DWS (11 okt. 1907) | AFC DWS (11 okt. 1907) | AFC DWS (11 okt. 1907) | AFC DWS (11 okt. 1907) | AFC DWS (11 okt. 1907) |  |  |  |  |  |  |  |  |  |  |
|                 |  |  |  |  |  |                    |                    |                    |                    |                    |                    |                          |                          |                          |                          |                          |                          |                        |                        |                        |                        |                     |                     |                               |                               |                               |                               |                               |                               |                      |                      |                         |                         |                         |                         |                                       |                         |                         |                         |                         |                         |  |  |                             |                             |                             |                             |                                    |                                    |                                    |                                    |                                    |                                    |                  |                  |                  |                  |  |  |                                                  |                                                  |                                                  |                                                  |                                                  |                                                  |  |  |                        |                        |                        |                        |                        |                        |  |  |  |  |  |  |  |  |  |  |
|                 |  |  |  |  |  |                    |                    |                    |                    |                    |                    |                          |                          |                          |                          |                          |                          |                        |                        |                        |                        |                     |                     |                               |                               |                               |                               |                               |                               |                      |                      |                         |                         |                         |                         |                                       |                         |                         |                         |                         |                         |  |  |                             |                             |                             |                             |                                    |                                    |                                    |                                    |                                    |                                    |                  |                  |                  |                  |  |  |                                                  |                                                  |                                                  |                                                  |                                                  |                                                  |  |  |                        |                        |                        |                        |                        |                        |  |  |  |  |  |  |  |  |  |  |
| THOR (? - 1937) |  |  |  |  |  |                    |                    |                    |                    |                    |                    |                          |                          |                          |                          |                          |                          |                        |                        |                        |                        |                     |                     |                               |                               |                               |                               |                               |                               |                      |                      |                         |                         |                         |                         |                                       |                         |                         |                         |                         |                         |  |  |                             |                             |                             |                             |                                    |                                    |                                    |                                    |                                    |                                    |                  |                  |                  |                  |  |  |                                                  |                                                  |                                                  |                                                  |                                                  |                                                  |  |  |                        |                        |                        |                        |                        |                        |  |  |  |  |  |  |  |  |  |  |
|                 |  |  |  |  |  |                    |                    |                    |                    |                    |                    |                          |                          |                          |                          |                          |                          |                        |                        |                        |                        |                     |                     |                               |                               |                               |                               |                               |                               |                      |                      |                         |                         |                         |                         |                                       |                         |                         |                         |                         |                         |  |  |                             |                             |                             |                             |                                    |                                    |                                    |                                    |                                    |                                    |                  |                  |                  |                  |  |  |                                                  |                                                  |                                                  |                                                  |                                                  |                                                  |  |  |                        |                        |                        |                        |                        |                        |  |  |  |  |  |  |  |  |  |  |
|                 |  |  |  |  |  | KBV (22 sep. 1930) | KBV (22 sep. 1930) | KBV (22 sep. 1930) | KBV (22 sep. 1930) | KBV (22 sep. 1930) | KBV (22 sep. 1930) |                          |                          |                          |                          | Neerlandia/SLTO (1991)   | Neerlandia/SLTO (1991)   | Neerlandia/SLTO (1991) | Neerlandia/SLTO (1991) | Neerlandia/SLTO (1991) | Neerlandia/SLTO (1991) |                     |                     |                               |                               |                               |                               |                               |                               |                      |                      | Sparta Amsterdam (1992) | Sparta Amsterdam (1992) | Sparta Amsterdam (1992) | Sparta Amsterdam (1992) | Sparta Amsterdam (1992)               | Sparta Amsterdam (1992) |                         |                         |                         |                         |  |  |                             |                             |                             |                             | Blauw-Wit Osdorp (2001)            | Blauw-Wit Osdorp (2001)            | Blauw-Wit Osdorp (2001)            | Blauw-Wit Osdorp (2001)            | Blauw-Wit Osdorp (2001)            | Blauw-Wit Osdorp (2001)            |                  |                  |                  |                  |  |  | FC Amsterdam (profs) (20 mei 1972 - 17 mei 1982) | FC Amsterdam (profs) (20 mei 1972 - 17 mei 1982) | FC Amsterdam (profs) (20 mei 1972 - 17 mei 1982) | FC Amsterdam (profs) (20 mei 1972 - 17 mei 1982) | FC Amsterdam (profs) (20 mei 1972 - 17 mei 1982) | FC Amsterdam (profs) (20 mei 1972 - 17 mei 1982) |  |  |                        |                        |                        |                        |                        |                        |  |  |  |  |  |  |  |  |  |  |
|                 |  |  |  |  |  | KBV (22 sep. 1930) | KBV (22 sep. 1930) | KBV (22 sep. 1930) | KBV (22 sep. 1930) | KBV (22 sep. 1930) | KBV (22 sep. 1930) |                          |                          |                          |                          | Neerlandia/SLTO (1991)   | Neerlandia/SLTO (1991)   | Neerlandia/SLTO (1991) | Neerlandia/SLTO (1991) | Neerlandia/SLTO (1991) | Neerlandia/SLTO (1991) |                     |                     |                               |                               |                               |                               |                               |                               |                      |                      | Sparta Amsterdam (1992) | Sparta Amsterdam (1992) | Sparta Amsterdam (1992) | Sparta Amsterdam (1992) | Sparta Amsterdam (1992)               | Sparta Amsterdam (1992) |                         |                         |                         |                         |  |  |                             |                             |                             |                             | Blauw-Wit Osdorp (2001)            | Blauw-Wit Osdorp (2001)            | Blauw-Wit Osdorp (2001)            | Blauw-Wit Osdorp (2001)            | Blauw-Wit Osdorp (2001)            | Blauw-Wit Osdorp (2001)            |                  |                  |                  |                  |  |  | FC Amsterdam (profs) (20 mei 1972 - 17 mei 1982) | FC Amsterdam (profs) (20 mei 1972 - 17 mei 1982) | FC Amsterdam (profs) (20 mei 1972 - 17 mei 1982) | FC Amsterdam (profs) (20 mei 1972 - 17 mei 1982) | FC Amsterdam (profs) (20 mei 1972 - 17 mei 1982) | FC Amsterdam (profs) (20 mei 1972 - 17 mei 1982) |  |  |                        |                        |                        |                        |                        |                        |  |  |  |  |  |  |  |  |  |  |
|                 |  |  |  |  |  |                    |                    |                    |                    |                    |                    |                          |                          |                          |                          |                          |                          |                        |                        |                        |                        |                     |                     |                               |                               |                               |                               |                               |                               |                      |                      |                         |                         |                         |                         |                                       |                         |                         |                         |                         |                         |  |  |                             |                             |                             |                             |                                    |                                    |                                    |                                    |                                    |                                    |                  |                  |                  |                  |  |  |                                                  |                                                  |                                                  |                                                  |                                                  |                                                  |  |  |                        |                        |                        |                        |                        |                        |  |  |  |  |  |  |  |  |  |  |
|                 |  |  |  |  |  |                    |                    |                    |                    |                    |                    |                          |                          |                          |                          |                          |                          |                        |                        |                        |                        |                     |                     |                               |                               |                               |                               |                               |                               |                      |                      |                         |                         |                         |                         |                                       |                         |                         |                         |                         |                         |  |  |                             |                             |                             |                             |                                    |                                    |                                    |                                    |                                    |                                    |                  |                  |                  |                  |  |  |                                                  |                                                  |                                                  |                                                  |                                                  |                                                  |  |  |                        |                        |                        |                        |                        |                        |  |  |  |  |  |  |  |  |  |  |
|                 |  |  |  |  |  |                    |                    |                    |                    |                    |                    |                          |                          |                          |                          |                          |                          |                        |                        |                        |                        |                     |                     | FC Blauw-Wit Amsterdam (2003) | FC Blauw-Wit Amsterdam (2003) | FC Blauw-Wit Amsterdam (2003) | FC Blauw-Wit Amsterdam (2003) | FC Blauw-Wit Amsterdam (2003) | FC Blauw-Wit Amsterdam (2003) |                      |                      |                         |                         |                         |                         |                                       |                         |                         |                         |                         |                         |  |  |                             |                             |                             |                             | VV De Beursbengels (30 maart 1965) | VV De Beursbengels (30 maart 1965) | VV De Beursbengels (30 maart 1965) | VV De Beursbengels (30 maart 1965) | VV De Beursbengels (30 maart 1965) | VV De Beursbengels (30 maart 1965) |                  |                  |                  |                  |  |  |                                                  |                                                  |                                                  |                                                  |                                                  |                                                  |  |  |                        |                        |                        |                        |                        |                        |  |  |  |  |  |  |  |  |  |  |
|                 |  |  |  |  |  |                    |                    |                    |                    |                    |                    |                          |                          |                          |                          |                          |                          |                        |                        |                        |                        |                     |                     | FC Blauw-Wit Amsterdam (2003) | FC Blauw-Wit Amsterdam (2003) | FC Blauw-Wit Amsterdam (2003) | FC Blauw-Wit Amsterdam (2003) | FC Blauw-Wit Amsterdam (2003) | FC Blauw-Wit Amsterdam (2003) |                      |                      |                         |                         |                         |                         |                                       |                         |                         |                         |                         |                         |  |  |                             |                             |                             |                             | VV De Beursbengels (30 maart 1965) | VV De Beursbengels (30 maart 1965) | VV De Beursbengels (30 maart 1965) | VV De Beursbengels (30 maart 1965) | VV De Beursbengels (30 maart 1965) | VV De Beursbengels (30 maart 1965) |                  |                  |                  |                  |  |  |                                                  |                                                  |                                                  |                                                  |                                                  |                                                  |  |  |                        |                        |                        |                        |                        |                        |  |  |  |  |  |  |  |  |  |  |
|                 |  |  |  |  |  |                    |                    |                    |                    |                    |                    |                          |                          |                          |                          |                          |                          |                        |                        |                        |                        |                     |                     |                               |                               |                               |                               |                               |                               |                      |                      |                         |                         |                         |                         |                                       |                         |                         |                         |                         |                         |  |  |                             |                             |                             |                             |                                    |                                    |                                    |                                    |                                    |                                    |                  |                  |                  |                  |  |  |                                                  |                                                  |                                                  |                                                  |                                                  |                                                  |  |  |                        |                        |                        |                        |                        |                        |  |  |  |  |  |  |  |  |  |  |
|                 |  |  |  |  |  |                    |                    |                    |                    |                    |                    |                          |                          |                          |                          |                          |                          |                        |                        |                        |                        |                     |                     |                               |                               |                               |                               |                               |                               |                      |                      |                         |                         |                         |                         | Blauw-Wit Beursbengels (01 juli 2015) |                         |                         |                         |                         |                         |  |  |                             |                             |                             |                             |                                    |                                    |                                    |                                    |                                    |                                    |                  |                  |                  |                  |  |  |                                                  |                                                  |                                                  |                                                  |                                                  |                                                  |  |  |                        |                        |                        |                        |                        |                        |  |  |  |  |  |  |  |  |  |  |

## Supporters
Vele supporters, uitgedost in de clubkleuren en met auto's geverfd in de blauw-witte zebrakleuren, hetgeen in die tijd nog niet gewoon was, begeleidden de spelers bij de uitwedstrijden naar vier van de andere vijf districtskampioenen in de kampioenscompetitie 1950, te weten Enschedese Boys, Heerenveen, Limburgia en Maurits. Naar Ajax gingen fans lopend, per (brom)fiets of met het openbaar vervoer. Tijdens deze wedstrijden klonk voortdurend het verkorte clublied (Ons ideaal, dat is Blauw-wit, de Club waar pit in zit, de Club van het Stadion, kwam, zag en overwon, steevast afgesloten met de yell alabimba, alabimba, blauwwit, blauwwit, blauwwit!!)

## Sectie amateurvoetbal (vanaf 1965)
De amateursectie is nog steeds actief, onder andere na fusies met diverse andere Amsterdamse amateurclubs, nu onder de naam FC Blauw-Wit Amsterdam.
In het seizoen 1965/66 werd opnieuw gestart in de 4e klasse van het amateurvoetbal. Daarna werd door kampioenschappen in 1968/69, 1969/70, 1973/74 en 1976/77 in korte tijd de hoogste klasse van het Nederlandse amateurvoetbal bereikt, de Hoofdklasse. In het seizoen 1979/80 degradeerde Blauw-Wit echter weer naar de eerste klasse, om in het seizoen 1981/82 als kampioen van de eerste klasse weer te promoveren naar de hoofdklasse. In 1984/85 volgde weer degradatie naar de 1e klasse. In het seizoen 1986/87 werd Blauw-Wit wederom kampioen van de eerste klasse en promoveerde naar de hoofdklasse, om in het seizoen 1990/91 weer te degraderen naar de 1e klasse. In het seizoen 2003/2004 promoveerde Blauw-Wit voor het laatst naar de hoofdklasse. Vanaf het seizoen 2005/2006, toen de club via nacompetitie degradeerde, speelde FC Blauw-Wit Amsterdam in de 1e klasse. In het seizoen 2012-13 degradeerde de club naar de 2e klasse.

### Resultaten aan het eind van competities
Amateurs

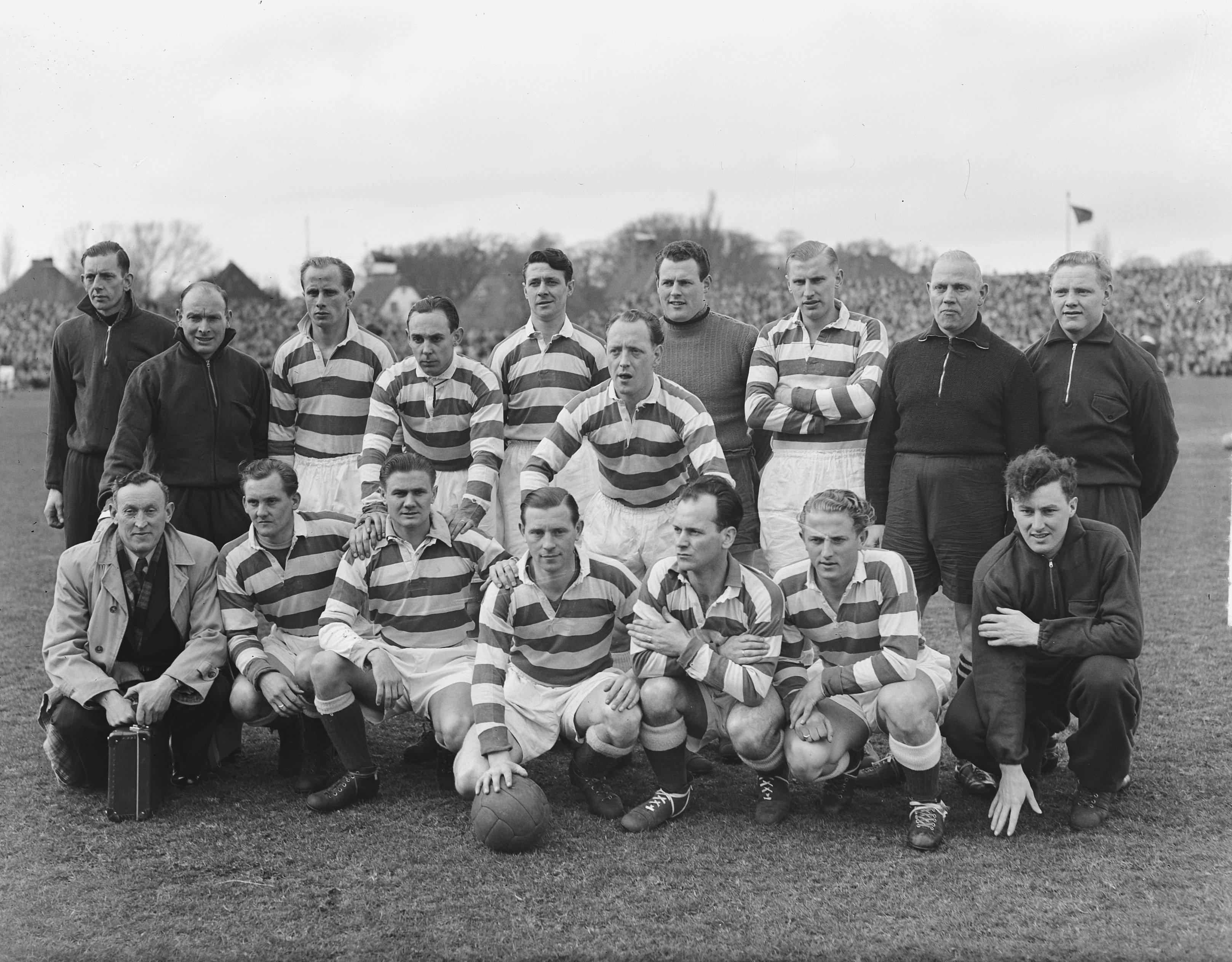
Kampioenselftal Blauw-Wit 1951

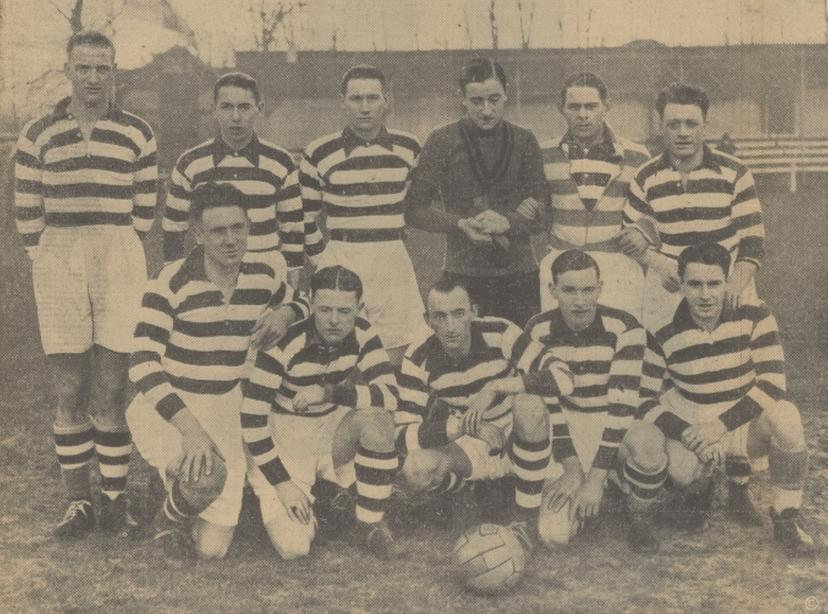
Hoofdmacht Blauw-Wit in 1933. Staande vlnr: Wilders, Sitters Jr, Sitters Sr, Gerrits, Gerritse, Cornelisse. Knielend vlnr: Weerman, Kuypers, Dorenbos, Bergman, Peeters

- 1951 4e nationale kampioenscompetitie met DWS, Heerenveen, PSV, Willem II
- 1950/51 kampioen eerste klasse district West
- 1950 2e nationale kampioenscompetitie met Ajax, Enschedese Boys, Heerenveen, Limburgia, Maurits
- 1949/50 kampioen eerste klasse district West
- 1947 6e nationale kampioenscompetitie met Ajax, BVV, Heerenveen, MVV, NEC
- 1946/47 kampioen eerste klasse district West
- 1942 4e nationale kampioenscompetitie met ADO, AGOVV, Eindhoven, Heerenveen
- 1941/42 kampioen eerste klasse district West
- 1940 2e nationale kampioenscompetitie met Feijenoord, GVAV, Heracles, Juliana
- Hoewel Blauw-Wit met 5-1 van Feijenoord won, werd Feijenoord toch met 2 punten voorsprong Kampioen van Nederland
- 1939/40 kampioen eerste klasse district West
- 1930 5e nationale kampioenscompetitie met Ajax, Go Ahead, Velocitas, Willem II
- 1929/30 kampioen eerste klasse district West
- 1922 Beslissingswedstrijd tegen Go Ahead in de verlenging verloren, 0-1.
- 1922 gedeeld 1e nationale kampioenscompetitie met Be Quick, Go Ahead, NAC
- 1921/22 kampioen eerste klasse district West

## Competitieresultaten 1993–2014 (zaterdag)
In maart 2014 werd het zaterdagelftal van Blauw-Wit door de KNVB uit de competitie (4e klasse D) genomen naar aanleiding van een vechtpartij op 22 februari 2014 tijdens een wedstrijd tegen Sv Rap. FC Blauw-Wit (zaterdag-1) heeft daardoor geen eindresultaat voor het seizoen 2013-'14 en doet niet mee in het seizoen 2014-'15.

### Resultaten FC Blauw-Wit Amsterdam 2004–2013
| 8 3C |

| 11 3C |

|  |

|  |

|  |

|  |

|  |

|  |

|  |

| 8 5B |

| Derde klasse  |
| Vijfde klasse |

### Resultaten Sparta Amsterdam 1993–2003
| 8 4C |

| 6 4C |

| 9 4C |

| 8 4C |

| 11 3C |

|  |

|  |

| 3 5B |

| 5 4C |

| 8 3B |

| 7 3B |

| Derde klasse  | Vierde klasse |
| Vijfde klasse |               |

### Resultaten Blauw-Wit Osdorp 2001/02
| \| 7 4F \| |
| 02         |
| 7 4F       |

| Vierde klasse |

### Resultaten Osdorp/SPORT 2000–2001
| 4 6A |

| 6 5C |

| Vijfde klasse |
| Zesde klasse  |

## Competitieresultaten 1992–2015 (zondag)

### Resultaten FC Blauw-Wit Amsterdam 2004–2015
| 2 1B |

| 11 A |

| 12 A |

| 6 1A |

| 2 1A |

| 8 1A |

| 10 1A |

| 9 1B |

| 3 1A |

| 14 1A |

| 13 2B |

| 14 3C |

| Hoofdklasse   | Eerste klasse |
| Tweede klasse | Derde klasse  |

### Resultaten Blauw-Wit Osdorp 1997–2003
| 4 3C |

| 3 3C |

| 1 3C |

| 3 2B |

| 3 2B |

| 3 2A |

| 12 2B |

| Tweede klasse |
| Derde klasse  |

### Resultaten Blauw-Wit 1908–1996
| 2 3A |

| 4 3A |

| 1 3D |

| 1 3C |

| 4 2A |

| 1 2A |

| 1 2B |

| 4 2? |

| 1 2B |

| 4 |

| 3 1A |

| 2 1A |

| 4 |

| 2 |

| 1 |

| 2 |

| 6 |

| 3 |

| 5 |

| 8 |

| 3 |

| 3 |

| 1 |

| 9 |

| 5 |

| 10 |

| 2 2B |

| 1 2A |

| 2 |

| 3 |

| 4 |

| 3 |

| 1 |

| 6 |

| 1 |

| 3 |

| 6 |

|  |

| 2 |

| 1 |

| 8 |

| 3 |

| 1 |

| 1 1C |

| 11 1B |

| 9 1B |

| 4 1B |

|  |

|  |

|  |

|  |

|  |

|  |

|  |

|  |

|  |

|  |

|  |

| 3 4F |

| 6 4E |

| 2 4E |

| 1 4F |

| 1 3C |

| 2 2B |

| 5 2B |

| 2 2B |

| 3 2B |

| 3 1A |

| 2 1A |

| 2 1A |

| 4 A |

| 4 A |

| 14 A |

| 8 1A |

| 1 1A |

| 8 A |

| 7 A |

| 13 A |

| 4 1A |

| 1 1A |

| 5 A |

| 3 A |

| 6 A |

| 13 A |

| 3 1A |

| 2 1A |

| 5 1A |

| 12 1A |

| 10 2B |

| Hoofdklasse | Eerste klasse | Tweede klasse | Derde klasse | Vierde klasse | Noodcompetitie |

- Tussen 1954/55 en 1971/72 verder als profclub, vanaf 1965/66 weer actief met een amateurteam.

### Resultaten Neerlandia/SLTO 1992–2003
| 6 3B |

| 6 2B |

| 7 2B |

| 12 2B |

| 9 2B |

| 4 2B |

| 12 2B |

| 3 2B |

| 12 2B |

| 5 3B |

| 4 3B |

| 7 4E |

| Tweede klasse | Derde klasse |
| Vierde klasse |              |

### Resultaten Osdorp/SPORT 2000–2001
| 12 2B |

| 11 3C |

| Tweede klasse |
| Derde klasse  |

In elke staaf van de grafiek staat van boven naar beneden vermeld: 
- Eindnotering

Dit is de positie die de club heeft bereikt in de competitie, zonder eventuele beslissings-, play-off- of nacompetitiewedstrijden die nodig zijn geweest om bijvoorbeeld de kampioen van de competitie te bepalen.
Indien een * achter het getal staat is de notering een tussenstand en kan het zijn dat de notering niet overeenkomt met de uiteindelijke eindstand van de competitie.
Staat er een - dan is het seizoen nog bezig en is er geen definitieve uitslag bekend.
Staat er xx op de positie van de notering, dan heeft de club vroegtijdig de competitie verlaten. Dit kan onder andere komen door terugtrekking van het team, faillissement van de club of door een uitgedeelde straf van de KNVB. In veel gevallen staat elders in het artikel de reden vermeld.
Staat er een ? dan is het resultaat uit het verleden onbekend, en is alleen de competitie of het niveau bekend van dat seizoen.
In de seizoenen 2019/20 en 2020/21 werd wegens de coronacrisis het amateurvoetbal afgebroken. Daardoor kennen deze staven geen eindklassering (middels -- weergegeven).
- Competitieniveau en afdelingsletter of Officiële eindstand Eredivisie
  - Competitieniveau en afdelingsletter

Hierbij geeft het getal het niveau weer, dat ook terug te vinden is in de legenda. De letter is de afdelingsaanduiding en wordt gebruikt wanneer er meer afdelingen zijn op hetzelfde niveau. De afdelingsletter is altijd een hoofdletter en wordt meestal zonder nummer gebruikt.
Voorbeeld: 2F is niveau 2e klasse competitie F.
Het competitieniveau en nummer wordt niet vermeld wanneer er slechts één competitie van dit niveau was.
  - Officiële eindstand Eredivisie (getal staat tussen haakjes vermeld)

Sinds de introductie van play-offwedstrijden voor Europees voetbal na afloop van de reguliere competitie in 2005/06, is de KNVB verplicht een eindstand van de Eredivisie door te geven aan de UEFA aan de hand van deze play-offwedstrijden.
Bij deze eindstand staan clubs die zich hebben gekwalificeerd voor Europees voetbal hoger dan clubs die zich niet wisten te kwalificeren. Indien er geen verschil was tussen de eindnotering en de officiële eindstand, staat dit getal niet vermeld.

- Onderafdeling

Hier staat afgekort de naam van de onderafdeling indien de club in dat jaar in een onderafdeling uitkwam. Tevens staat deze afkorting in de legenda en wordt gelinkt naar het artikel over deze onderafdeling. Deze afkorting wordt alleen vermeld wanneer de club in het verleden in verschillende onderafdelingen heeft gespeeld. Deze vermelding is in de staaf altijd in kleine letters. Deze onderafdelingen zijn na het seizoen 1995/96 afgeschaft. Heeft de club in slechts één onderafdeling gespeeld, dan is dit alleen terug te vinden in de legenda.
Onder de staaf staat het jaartal vermeld waarin het seizoen is afgesloten. 15 verwijst naar het seizoen 2014/15 of eventueel het seizoen 1914/15.
Wanneer een staaf leeg is, zijn deze gegevens niet bekend. Het kan ook zijn dat de club dat seizoen niet heeft meegespeeld op het hogere amateurniveau, vroegtijdig de competitie heeft verlaten of uit de competitie is gezet.

In het seizoen 1944/45 was er wegens de Tweede Wereldoorlog geen regulier competitievoetbal.

## Betaald voetbal

### Ontstaan en neergang van de sectie betaald voetbal 1954 – 1972 (1982)
In 1954 trad de club, nadat de BVC Amsterdam de beste spelers (onder anderen Hannie Tolmeijer) had weggelokt (de spelers zegden het amateurlidmaatschap op staande voet op en speelden zonder enige vergoeding aan de oude club direct in de wilde profbond), zeer verzwakt (met wat de oude supporters noemden "het vreemdelingenlegioen", tot wie behoorden onder anderen Frans van der Klink, Douwe Damsma, Nico Engelander, Anton Goedhart, Jan Dahrs, Wim van Biljouw, Erwin Sparendam) toe tot het betaald voetbal, maar kon daar maar incidenteel het oude niveau bereiken en degradeerde in 1960 van de ere- naar de eerste divisie.
De roemruchte amateurhistorie ten spijt ging de betaaldvoetbalsectie van Blauw-Wit in 1972 op in fusieclub FC Amsterdam, samen met de armoedige restanten van de BVC Amsterdam, die al eerder gefuseerd was met de betaalde sectie van DWS en in 1974 met de betaalde sectie van de Volewijckers. De FC Amsterdam werd in 1982 opgeheven.
Bekende betaaldvoetbalspelers, die ooit in Blauw-Wit speelden, waren onder anderen Bryan Roy, Barry Hughes, Frank Rijkaard, Regilio Vrede, Wietze Couperus, Martin Koeman, Bennie Müller, Michael Mols, Orlando Trustfull, Theo de Jong, Cor van der Gijp, Erwin Sparendam, Chris Lefering, Spits Kohn en Frank Kramer.
De invoering van het betaalde voetbal, en met name het optreden van de BVC Amsterdam, maakte een eind aan het glorieuze verleden van drie voormalige Amsterdamse topvoetbalclubs. Alleen Ajax ontsprong de dans, vooral, naar sommigen fluisterden, omdat van Ajax de minste spelers vertrokken naar de BVC Amsterdam, omdat de Ajaxspelers toch al, in strijd met de amateurbepalingen, financiële bijdragen ontvingen vóór het betaald voetbal officieel werd ingevoerd.

### Resultaten betaald voetbal 1955–1972
| 13 C |

| 2 B |

| 1 B |

| 13 |

| 14 |

| 16 |

| 1 B |

| 3 |

| 11 |

| 15 |

| 3 |

| 14 |

| 10 |

| 7 |

| 5 |

| 3 |

| 5 |

| 12 |

| Eredivisie                 | Eerste divisie |
| Eerste Klasse (profniveau) |                |

In elke staaf van de grafiek staat van boven naar beneden vermeld: 
- Eindnotering

Dit is de positie die de club heeft bereikt in de competitie, zonder eventuele beslissings-, play-off- of nacompetitiewedstrijden die nodig zijn geweest om bijvoorbeeld de kampioen van de competitie te bepalen.
Indien een * achter het getal staat is de notering een tussenstand en kan het zijn dat de notering niet overeenkomt met de uiteindelijke eindstand van de competitie.
Staat er een - dan is het seizoen nog bezig en is er geen definitieve uitslag bekend.
Staat er xx op de positie van de notering, dan heeft de club vroegtijdig de competitie verlaten. Dit kan onder andere komen door terugtrekking van het team, faillissement van de club of door een uitgedeelde straf van de KNVB. In veel gevallen staat elders in het artikel de reden vermeld.
Staat er een ? dan is het resultaat uit het verleden onbekend, en is alleen de competitie of het niveau bekend van dat seizoen.
In de seizoenen 2019/20 en 2020/21 werd wegens de coronacrisis het amateurvoetbal afgebroken. Daardoor kennen deze staven geen eindklassering (middels -- weergegeven).
- Competitieniveau en afdelingsletter of Officiële eindstand Eredivisie
  - Competitieniveau en afdelingsletter

Hierbij geeft het getal het niveau weer, dat ook terug te vinden is in de legenda. De letter is de afdelingsaanduiding en wordt gebruikt wanneer er meer afdelingen zijn op hetzelfde niveau. De afdelingsletter is altijd een hoofdletter en wordt meestal zonder nummer gebruikt.
Voorbeeld: 2F is niveau 2e klasse competitie F.
Het competitieniveau en nummer wordt niet vermeld wanneer er slechts één competitie van dit niveau was.
  - Officiële eindstand Eredivisie (getal staat tussen haakjes vermeld)

Sinds de introductie van play-offwedstrijden voor Europees voetbal na afloop van de reguliere competitie in 2005/06, is de KNVB verplicht een eindstand van de Eredivisie door te geven aan de UEFA aan de hand van deze play-offwedstrijden.
Bij deze eindstand staan clubs die zich hebben gekwalificeerd voor Europees voetbal hoger dan clubs die zich niet wisten te kwalificeren. Indien er geen verschil was tussen de eindnotering en de officiële eindstand, staat dit getal niet vermeld.

- Onderafdeling

Hier staat afgekort de naam van de onderafdeling indien de club in dat jaar in een onderafdeling uitkwam. Tevens staat deze afkorting in de legenda en wordt gelinkt naar het artikel over deze onderafdeling. Deze afkorting wordt alleen vermeld wanneer de club in het verleden in verschillende onderafdelingen heeft gespeeld. Deze vermelding is in de staaf altijd in kleine letters. Deze onderafdelingen zijn na het seizoen 1995/96 afgeschaft. Heeft de club in slechts één onderafdeling gespeeld, dan is dit alleen terug te vinden in de legenda.
Onder de staaf staat het jaartal vermeld waarin het seizoen is afgesloten. 15 verwijst naar het seizoen 2014/15 of eventueel het seizoen 1914/15.
Wanneer een staaf leeg is, zijn deze gegevens niet bekend. Het kan ook zijn dat de club dat seizoen niet heeft meegespeeld op het hogere amateurniveau, vroegtijdig de competitie heeft verlaten of uit de competitie is gezet.

In het seizoen 1944/45 was er wegens de Tweede Wereldoorlog geen regulier competitievoetbal.

### Seizoensoverzichten
| Resultaten van Blauw-Wit sinds de toetreding in het betaald voetbal in 1954 | Resultaten van Blauw-Wit sinds de toetreding in het betaald voetbal in 1954 | Resultaten van Blauw-Wit sinds de toetreding in het betaald voetbal in 1954 | Resultaten van Blauw-Wit sinds de toetreding in het betaald voetbal in 1954 | Resultaten van Blauw-Wit sinds de toetreding in het betaald voetbal in 1954 | Resultaten van Blauw-Wit sinds de toetreding in het betaald voetbal in 1954 | Resultaten van Blauw-Wit sinds de toetreding in het betaald voetbal in 1954 | Resultaten van Blauw-Wit sinds de toetreding in het betaald voetbal in 1954 | Resultaten van Blauw-Wit sinds de toetreding in het betaald voetbal in 1954 | Resultaten van Blauw-Wit sinds de toetreding in het betaald voetbal in 1954 | Resultaten van Blauw-Wit sinds de toetreding in het betaald voetbal in 1954 | Resultaten van Blauw-Wit sinds de toetreding in het betaald voetbal in 1954 | Resultaten van Blauw-Wit sinds de toetreding in het betaald voetbal in 1954                                                                             |
| Seizoen                                                                     | Competitie                                                                  | Competitie                                                                  | Competitie                                                                  | Competitie                                                                  | Competitie                                                                  | Competitie                                                                  | Competitie                                                                  | Competitie                                                                  | Competitie                                                                  | Kwalificatie                                                                | KNVB beker                                                                  | Bijzonderheid |
| Seizoen                                                                     | Divisie                                                                     | GW                                                                          | W                                                                           | G                                                                           | V                                                                           | PNT                                                                         | DV                                                                          | DT                                                                          | POS                                                                         | Kwalificatie                                                                | KNVB beker                                                                  | Bijzonderheid |
| --------------------------------------------------------------------------- | --------------------------------------------------------------------------- | --------------------------------------------------------------------------- | --------------------------------------------------------------------------- | --------------------------------------------------------------------------- | --------------------------------------------------------------------------- | --------------------------------------------------------------------------- | --------------------------------------------------------------------------- | --------------------------------------------------------------------------- | --------------------------------------------------------------------------- | --------------------------------------------------------------------------- | --------------------------------------------------------------------------- | --- |
| 1954/55                                                                     | Eerste klasse A                                                             | 9                                                                           | 2                                                                           | 1                                                                           | 6                                                                           | 5                                                                           | 5                                                                           | 15                                                                          | 12e                                                                         | –                                                                           | Geen bekertoernooi                                                          | Blauw-Wit treedt toe tot het betaald voetbal De competitie werd na de fusie van de KNVB en de NBVB niet afgemaakt. Alle teams werden opnieuw ingedeeld. |
| 1954/55                                                                     | Eerste klasse C                                                             | 26                                                                          | 6                                                                           | 2                                                                           | 16                                                                          | 14                                                                          | 34                                                                          | 62                                                                          | 13e                                                                         | Eerste klasse                                                               | Geen bekertoernooi                                                          | Blauw-Wit treedt toe tot het betaald voetbal De competitie werd na de fusie van de KNVB en de NBVB niet afgemaakt. Alle teams werden opnieuw ingedeeld. |
| 1955/56                                                                     | Eerste klasse B                                                             | 26                                                                          | 16                                                                          | 1                                                                           | 9                                                                           | 33                                                                          | 55                                                                          | 44                                                                          | 2e                                                                          | Eerste divisie                                                              | Geen bekertoernooi                                                          | |
| 1956/57                                                                     | Eerste divisie B                                                            | 30                                                                          | 22                                                                          | 3                                                                           | 5                                                                           | 47                                                                          | 74                                                                          | 30                                                                          | 1e                                                                          | –                                                                           | 2e ronde                                                                    | – |
| 1957/58                                                                     | Eredivisie                                                                  | 34                                                                          | 11                                                                          | 8                                                                           | 15                                                                          | 30                                                                          | 56                                                                          | 59                                                                          | 13e                                                                         | –                                                                           | Geen deelname                                                               | – |
| 1958/59                                                                     | Eredivisie                                                                  | 34                                                                          | 9                                                                           | 8                                                                           | 17                                                                          | 26                                                                          | 62                                                                          | 79                                                                          | 14e                                                                         | –                                                                           | 1e ronde                                                                    | – |
| 1959/60                                                                     | Eredivisie                                                                  | 34                                                                          | 12                                                                          | 5                                                                           | 17                                                                          | 29                                                                          | 53                                                                          | 82                                                                          | 16e                                                                         | Rechtstreekse degradatie                                                    | Geen bekertoernooi                                                          | – |
| 1960/61                                                                     | Eerste divisie B                                                            | 34                                                                          | 28                                                                          | 5                                                                           | 1                                                                           | 61                                                                          | 110                                                                         | 34                                                                          | 1e                                                                          | Rechtstreekse promotie                                                      | 2e ronde                                                                    | – |
| 1961/62                                                                     | Eredivisie                                                                  | 34                                                                          | 16                                                                          | 9                                                                           | 9                                                                           | 41                                                                          | 71                                                                          | 54                                                                          | 3e                                                                          | International Football Cup                                                  | 3e ronde                                                                    | – |
| 1962/63                                                                     | Eredivisie                                                                  | 30                                                                          | 12                                                                          | 4                                                                           | 14                                                                          | 28                                                                          | 48                                                                          | 56                                                                          | 11e                                                                         | –                                                                           | 4e ronde                                                                    | – |
| 1963/64                                                                     | Eredivisie                                                                  | 30                                                                          | 5                                                                           | 8                                                                           | 17                                                                          | 18                                                                          | 44                                                                          | 71                                                                          | 15e                                                                         | Rechtstreekse degradatie                                                    | 1e ronde                                                                    | – |
| 1964/65                                                                     | Eerste divisie                                                              | 30                                                                          | 14                                                                          | 9                                                                           | 7                                                                           | 37                                                                          | 53                                                                          | 39                                                                          | 3e                                                                          | –                                                                           | 3e ronde                                                                    | – |
| 1965/66                                                                     | Eerste divisie                                                              | 28                                                                          | 3                                                                           | 10                                                                          | 15                                                                          | 16                                                                          | 28                                                                          | 57                                                                          | 14e                                                                         | –                                                                           | Groepsfase                                                                  | – |
| 1966/67                                                                     | Eerste divisie                                                              | 38                                                                          | 14                                                                          | 12                                                                          | 12                                                                          | 40                                                                          | 43                                                                          | 35                                                                          | 10e                                                                         | –                                                                           | Halve finale                                                                | – |
| 1967/68                                                                     | Eerste divisie                                                              | 36                                                                          | 12                                                                          | 16                                                                          | 8                                                                           | 40                                                                          | 40                                                                          | 34                                                                          | 7e                                                                          | –                                                                           | Groepsfase                                                                  | – |
| 1968/69                                                                     | Eerste divisie                                                              | 34                                                                          | 15                                                                          | 7                                                                           | 12                                                                          | 37                                                                          | 51                                                                          | 39                                                                          | 5e                                                                          | –                                                                           | 2e ronde                                                                    | – |
| 1969/70                                                                     | Eerste divisie                                                              | 34                                                                          | 16                                                                          | 13                                                                          | 5                                                                           | 45                                                                          | 41                                                                          | 20                                                                          | 3e                                                                          | –                                                                           | 1e ronde                                                                    | – |
| 1970/71                                                                     | Eerste divisie                                                              | 30                                                                          | 12                                                                          | 7                                                                           | 11                                                                          | 31                                                                          | 44                                                                          | 39                                                                          | 5e                                                                          | –                                                                           | 1e ronde                                                                    | – |
| 1971/72                                                                     | Eerste divisie                                                              | 40                                                                          | 14                                                                          | 10                                                                          | 16                                                                          | 38                                                                          | 37                                                                          | 44                                                                          | 12e                                                                         | –                                                                           | 1e ronde                                                                    | Blauw-Wit fuseert met DWS en gaat verder onder de naam FC Amsterdam                                                                                     |

## Internationals
Blauw-Wit leverde, tot de invoering van het betaalde voetbal, aan het Nederlandse elftal de volgende spelers:
- 1 Co Bergman 8× (31-10-1937; 28-11-1937; 31-3-1940; 10-3-1946; 27-11-1946; 7-4-1947; 4-5-1947; 26-5-1947)
- 2 Cor Wilders 8× (31-1-1937; 4-4-1937; 2-5-1937; 23-4-1939; 7-5-1939; 17-3-1940; 21-4-1940; 10-3-1946)
- 3 Hermanus van Diermen 5× (5-4-1920; 13-5-1920; 16-5-1920; 15-5-1921; 12-6-1921)
- 4 Eb van der Kluft 4× (12-6-1921; 2-4-1923; 29-4-1923; 10-5-1923)
- 5 Frans Hombörg 2× (9-6-1929; 12-6-1929)
- 6 Ko Stijger 2× (17-3-1940; 10-3-1946)
- 7 Jan Lietzen 1× (26-3-1922)
- 8 Ferry Mesman 1× (15-10-1950)
- 9 Herman van Raalte 1× (21-11-1948)
- 10 Jan Schindeler 1× (19-4-1925)
- 11 Kees Slot 1× (31-3-1940)

Hieronder een uniek Nederlands elftal met 3 blauwwitters, waaronder de aanvoerder, plus 1 op de bank, zij wonnen met 6–2 uit in Luxemburg op 10 maart 1946:
- Luxemburg – Nederland: 2 – 6
- Bondscoach: Karel Kaufman
- Spelers: Piet Kraak, Cor Wilders (aanvoerder), Henk van der Linden, Jan van Buijtenen, Henk Pellikaan, Ko Stijger, Jan Holleman, Faas Wilkes, Abe Lenstra, Kees Rijvers, Co Bergman
- Spelers op de bank: Herman van Raalte, Jan Potharst, Jany van der Veen, Anton van der Vegt
- De Nederlandse doelpunten werden gemaakt door Faas Wilkes 4×, Kees Rijvers 1×, Co Bergman 1×.

### Blauw-Wit in Europa
| Seizoen | Competitie                 | Ronde | Land                 | Club            | Score    |
| ------- | -------------------------- | ----- | -------------------- | --------------- | -------- |
| 1962/63 | International Football Cup | Groep | Vlag van Hongarije   | Pécsi Dósza     | 0–0, 2–5 |
|         |                            |       | Vlag van Joegoslavië | FK Velež Mostar | 3–2, 1–1 |
|         |                            |       | Vlag van Duitsland   | VfV Hildesheim  | 4–3, 0–1 |

### Topscorers
- 1954/55:  Joop Bommels (1)
0000000  Leen Corbran (1)
0000000  Jan Dahrs (1)
0000000  Piet Koekebakker (1)
0000000  Huib Plemper (1)
- 0000000  Nico Engelander (7)
0000000  Piet Koekebakker (7)
- 1955/56:  Aad van der Zant (14)
- 1956/57:  Piet Koekebakker (18)
- 1957/58:  Piet Koekebakker (16)
- 1958/59:  Arie van den Berg (14)
- 1959/60:  Dries Mul (11)
- 1960/61:  Piet Koekebakker (19)
- 1961/62:  Wim Bleijenberg (17)
- 1962/63:  Ger Clement (10)
- 1963/64:  Hans Verhagen (19)
- 1964/65:  Hans Verhagen (14)
- 1965/66:  Ruud Geestman (5)
- 1966/67:  Co Meijer (12)
- 1967/68:  Joop Wildbret (7)
- 1968/69:  René van Breevoort (13)
- 1969/70:  Gerrit Kramer (13)
- 1970/71:  Felix Muller (13)
- 1971/72:  Gerrit Kramer (7)

### Trainers
- 1918     :  Steve Bloomer
- 1933–1934:  Josef Uridil
- 1934–1938:  Richard Longin
- 1938–1939:  Bert Bellamy
- 1948–1951:  Coen Delsen
- 1951–1953:  István Janovitz
- 1954–1956:  Ron Dellow
- 1956–1960:  Cor Sluijk
- 1960–1961:  Franz Fuchs
- 1961–1962:  Jack Mansell
- 1962–1963:  Keith Spurgeon
- 1963–1964:  Franz Fuchs
- 196400000:  Wim Vaal (a.i.)
- 1964–1966:  Keith Spurgeon
- 196600000:  Kees van Dijke (a.i.)
- 1966–1968:  Jany van der Veen
- 1968–1971:  Henk Wullems
- 1971–1972:  Jany van der Veen

## Trivia
Het door Louis Davids gezongen lied de voetbalmatch gaat over een wedstrijd tussen Ajax en Blauw-Wit.

## Stadsderby tegen Ajax
De stadsderby van Ajax tegen Blauw-Wit werd in totaal, in competitieverband en kampioensnacompetities, 52 maal gespeeld. Ajax won 23 wedstrijden, Blauw-Wit won 16 wedstrijden, 13 wedstrijden eindigden in een gelijkspel. De doelpuntenscore was met 83–66 in het voordeel van Ajax. De eerste wedstrijd was in het seizoen 1914/1915, de laatste wedstrijd in het seizoen 1963/1964.